# Osip Senkovskij

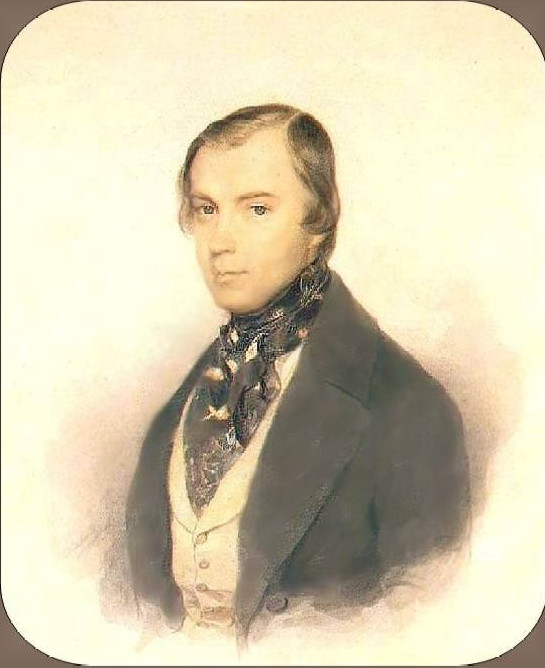
Osip Senkovskij.

Osip-Julian Ivanovitj Senkovskij (ryska: Осип Юлиан Иванович Сенковский, ursprungligen Józef Julian Sękowski), född 31 mars (gamla stilen: 19 mars) 1800 i Antagołany, död 16 mars (gamla stilen: 4 mars) 1858 i Sankt Petersburg, var en polsk-rysk orientalist och författare.
Senkovskij deltog 1819 i en beskickning till Konstantinopel och gjorde därifrån en studieresa till Syrien och Egypten. Efter anställning som översättare i utrikesministeriet utnämndes han 1828 till professor i österländska språk vid Sankt Petersburgs universitet. Hans samlade verk (tryckta 1859) upptar 440 nummer, men är ofta av tvivelaktigt värde; viktigast är hans på turkiska källor byggda undersökningar om hunnernas och mongolernas historia samt österländska bidrag till Polens historia.
Som ledare av "Biblioteka dlja tjtenija" (1833–1858) väckte Senkovskij på sin tid stort uppseende genom sina under pseudonymen "Baron Brambäus" författade romaner, noveller och kåserier, mestadels hållningslösa och självsvåldigt fräcka, utan originalitet och tankedjup. Som litteraturkritiker var han fullkomligt omdömeslös.

## Svensk översättning
- Baron Brambeus fantastiska resor (Fantastičeskie putešestvija Barona Brambeusa) (översättning Kjell Johansson, Murbräckan, 1998